# Surshjan
Sūrshjān (farsi سورشجان) è il capoluogo della circoscrizione di Laran, shahrestān di Shahr-e Kord, nella provincia di Chahar Mahal e Bakhtiari. 